# Dédollarisation

Utilisation mondiale du dollar américain :
États-Unis
Utilisateurs extérieurs du dollar américain
Utilisateurs dont la monnaie est associée au dollar américain
Utilisateurs dont la monnaie est associée au dollar américain avec une marge d'ajustement
Utilisation mondiale de l'euro :
Eurozone
Utilisateurs extérieurs de l'euro
Utilisateurs dont la monnaie est associée avec l'euro
Utilisateurs dont la monnaie est associée avec l'euro avec une marge d'ajustement

La dédollarisation est un processus de substitution du dollar américain comme monnaie utilisée pour (i) le commerce du pétrole et/ou d'autres matières premières (c'est-à-dire le pétrodollar ), (ii) l'achat de dollars américains pour les réserves de change, (iii) les accords commerciaux bilatéraux et (iv) les actifs libellés en dollars. Ce processus de dédollarisation vise donc à se passer du dollar au niveau international, ou à limiter son usage, pour des raisons strictement économiques, mais aussi pour accélérer des évolutions géopolitiques majeures.
Le dollar américain a commencé à supplanter la livre sterling en tant que monnaie de réserve internationale à partir des années 1920, puisqu'il est sorti relativement indemne de la Première Guerre mondiale et que les États-Unis ont été un important bénéficiaire des entrées d'or en temps de guerre . Après que les États-Unis sont devenus une superpuissance mondiale encore plus forte pendant la Seconde Guerre mondiale, l'accord de Bretton Woods de 1944 a établi le système monétaire international d'après-guerre, le dollar américain est devenu la principale monnaie de réserve mondiale pour le commerce international, et la seule monnaie d'après-guerre liée à l'or à 35 $ l' once troy. Bien que tous les liens avec l'or aient été rompus en 1971, le dollar continue de jouer ce rôle à ce jour.
Depuis la mise en place du système de Bretton Woods, le dollar américain est utilisé comme support pour le commerce international. Le Département du Trésor des États-Unis exerce une surveillance considérable sur le réseau de transferts financiers SWIFT et exerce par conséquent une influence considérable sur les systèmes mondiaux de transactions financières, avec la capacité d'imposer des sanctions aux entités et individus étrangers . Ces dernières années, plusieurs pays sont en transition vers le commerce en devises nationales.

## Dévaluation du dollar
Dans le cadre du système de Bretton Woods établi après la Seconde Guerre mondiale, la valeur de l'or était fixée à 35 dollars l'once, et la valeur du dollar américain était ainsi ancrée à la valeur de l'or. L'augmentation des dépenses publiques dans les années 1960 a cependant fait douter de la capacité des États-Unis à maintenir cette convertibilité, les stocks d'or ont diminué à mesure que les banques et les investisseurs internationaux ont commencé à convertir des dollars en or et, par conséquent, la valeur du dollar a commencé à diminuer. Face à une crise monétaire naissante et au danger imminent que les États-Unis ne soient plus en mesure d'échanger des dollars contre de l'or, la convertibilité de l'or a finalement été supprimée en 1971 par le président Nixon, entraînant le " choc Nixon " .
La valeur du dollar américain n'était donc plus corrélée à l'or et il incombait à la Réserve fédérale de maintenir la valeur de la devise américaine. La Réserve fédérale, cependant, a continué d'augmenter la masse monétaire, entraînant une stagflation et une baisse rapide de la valeur du dollar américain dans les années 1970. Cela était largement dû à l'opinion économique dominante à l'époque selon laquelle l'inflation et la croissance économique réelle étaient liées (la courbe de Phillips), et l'inflation était donc considérée comme relativement bénigne.

## Développements régionaux
Le 17 mars 2022, Anatoly Aksakov, président du comité de la Douma d'État sur le marché financier, a annoncé que la Banque de Russie et la Banque populaire de Chine travaillaient à la connexion des systèmes de messagerie financière russe et chinois. Il a également souligné le début du développement de schémas de transfert d'informations utilisant la blockchain, notamment le rouble numérique et le yuan numérique. Le 31 mars 2022, l'Economic Times a publié des informations selon lesquelles l'Inde a proposé à la Russie un nouveau système de transaction avec le transfert du commerce vers le rouble et le SPFS, qui fonctionnera par l'intermédiaire de la Reserve Bank of India et de la Vnesheconombank de Russie. Selon les mêmes données, le système sera mis en service d'ici une semaine.

### Australie
En 2013, l'Australie a conclu un accord avec la Chine pour échanger en devises nationales.

### Brésil
En 2013, lors du sommet des BRICS, le Brésil a conclu un accord avec la Chine pour échanger en real brésilien et en yuan chinois.

### Chine
Depuis 2011, la Chine délaisse progressivement les échanges en dollar américain au profit du yuan chinois . Elle a conclu des accords avec l'Australie, la Russie, le Japon, le Brésil et l'Iran pour échanger des devises nationales. Au premier trimestre 2020, la part du dollar dans le commerce bilatéral entre la Chine et la Russie est tombée pour la première fois en dessous de 50 %,.
En 2015, la Chine a lancé CIPS, un système de paiement qui offre des services de compensation et de règlement à ses participants pour les  paiements et échanges transfrontaliers en yuan (renminbi) comme alternative à SWIFT,.

### Union européenne
Depuis fin 2019, les pays de l'UE ont créé INSTEX, un véhicule à usage spécial (SPV) européen pour faciliter les transactions non USD et non SWIFT avec l'Iran afin d'éviter d'enfreindre les sanctions américaines. Le 11 février 2019, le vice-ministre russe des Affaires étrangères, Sergei Ryabkov, a déclaré que la Russie serait intéressée à participer à l'INSTEX.

### Inde
Avant 1991, l'Union soviétique et l'Inde échangeaient rouble-rouble pendant la guerre froide, car elles appartenaient toutes deux au bloc socialiste. Le commerce mutuel entre l'Inde et la Russie se fait principalement en roubles et en roupies au lieu de dollars et d'euros .
En mars 2022, l'Inde et la Russie ont conclu un accord commercial roupie-rouble.

### L'Iran
Depuis mars 2018, la Chine a commencé à acheter du pétrole en yuans adossés à l'or.
Le 31 mars 2020, la première transaction Iran-UE INSTEX a été conclue. Il couvrait une importation de matériel médical pour lutter contre l'épidémie de COVID-19 en Iran.

### Japon
En 2011, le Japon a conclu un accord avec la Chine pour échanger en devises nationales. Le commerce sino-japonais se situe actuellement à environ 300 USD milliard.

### Russie
La Russie a accéléré le processus de dédollarisation en 2014 en raison de la détérioration des relations avec l'Occident. En 2017, SPFS, un équivalent russe du système de transfert financier SWIFT, a été développé par la Banque centrale de Russie. Le système est en développement depuis 2014, après que le gouvernement américain a menacé de déconnecter la Russie du système SWIFT. Lukoil, une entreprise publique, a annoncé qu'elle trouverait un remplaçant pour le dollar.
En juin 2021, la Russie a annoncé qu'elle éliminerait le dollar de son Fonds national de richesse pour réduire la vulnérabilité aux sanctions occidentales deux semaines seulement avant que le président Vladimir Poutine ne tienne sa première réunion au sommet avec le dirigeant américain Joe Biden.
Le 23 mars 2022, Vladimir Poutine a signé une ordonnance interdisant aux pays "non amis" (y compris les pays de l'UE, les États-Unis et le Japon ) d'acheter du gaz russe dans toute autre devise que le rouble russe.

### Arabie Saoudite
En mars 2022, plusieurs rapports ont affirmé que l'Arabie saoudite était en pourparlers avec la Chine au sujet de l'échange de pétrole et de gaz saoudiens avec la Chine en yuans chinois au lieu de dollars .

### Venezuela
En août 2018, le Venezuela a déclaré qu'il fixerait le prix de son pétrole en euros, yuans, roubles et autres devises.

### Traduction
- (en) Cet article est partiellement ou en totalité issu de l’article de Wikipédia en anglais intitulé « Dedollarisation » (voir la liste des auteurs).